# Stormfront
Stormfront — международный интернет-форум белых националистов и неонацистов, пропагандирующих идею превосходства «белой расы». Имеет более чем 60 000 зарегистрированных пользователей по всему миру, из которых около 33 000 в США, 20 000 в Европе, остальные в основном в Латинской Америке, Южной Африке и Австралии.
Старейший и крупнейший веб-сайт сторонников превосходства «белой расы» в мире.
Сайт структурирован как тематический дискуссионный форум, где обсуждаются многочисленные вопросы по различным темам, в том числе идеологии, науки, ревизионизма, самообразования и самообороны. Stormfront также содержит новости, рекламу товаров магазинов, контент, предназначенный для детей, а также широкие связи с националистическими организациями. Логотип сайта представлен в виде кельтского креста, окружённого девизом «White Pride World Wide» (рус. Белая гордость по всему миру).

## История
Stormfront начал действовать как «электронная доска объявлений» (англ. bulletin board system — BBS) с начала 1990 года до создания в 1995 году интернет-сайта бывшим лидером Ку-клукс-клана и белым националистическим активистом Доном Блэком. В 2001 году в статье в газете USA Today журналист Тара Маккелви называет Stormfront «самым посещаемым интернет-сайтом белых расистов в сети», а правозащитная организация Southern Poverty Law Center — «самым влиятельным сайтом ненависти в сети».
В 2002 году интернет-сайт «Stormfront» был удалён с немецкой индексации Google за отрицание Холокоста. В 2005 году американский политик Дуг Хэнкс был вынужден снять свою кандидатуру с выборов в городской совет Шарлотт (Северная Каролина) после того как выяснилось, что он является активным участником Stormfront.

## В массовой культуре
- Супергероиня ШтормФронт является одним из персонажей серии комиксов «Пацаны» и одноимённого сериала. По сюжету она является нацисткой и сторонницей идеи белого превосходства.